# Axel Jensen

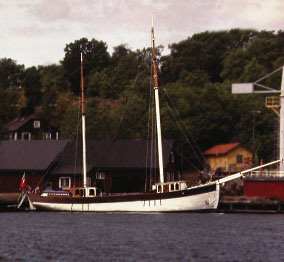
Skonerten Shanti Devi vid Mälarvarvet i Stockholm

Axel Buchardt Jensen, född 12 februari 1932 i Trondheim, död 13 februari 2003 i Ålefjær utanför Kristiansand, var en norsk författare som bodde många år i Sverige. 
Axel Jensen är översatt till tyska, engelska, holländska, franska, italienska, danska, finska och svenska. Vid ett par tillfällen skrev han manuskript på engelska, som sedan översattes och gavs ut på norska.

## Biografi
Axel Jensen debuterade på eget förlag i Oslo år 1955 med boken Dyretemmerens kors, men brände hela upplagan.
På 1950-talet bodde han och hustrun Marianne Ihlen på den grekiska ön Hydra. Han var vän med Leonard Cohen, som bodde tillsammans med Marianne på Hydra i många år. Det är en utbredd uppfattning att Jensen baserade figuren Lorenzo i romanen Joacim efter honom, men han skall ha sagt till Cohen att Lorenzo var modellerad efter den svenske författaren Göran Tunström som också bodde på Hydra vid denna tid. Leonard Cohen sjunger om Marianne i låten So Long, Marianne på sitt första skivalbum Songs of Leonard Cohen 1967. Hon är också fotograferad på baksidan av hans andra album Songs from a Room 1969.
Så småningom återvände Axel Jensen till Fredrikstad i Norge. En engelsk poet och psykologistuderande vid namn Noel Cobb kom för att intervjua honom. Ett förhållande uppstod mellan sambon Lena och Noel. Axel lämnade paret och reste till London. Jensen var djupt deprimerad efter uppbrottet med Lena. I London träffade han bland andre psykiatern R. D. Laing på institutionen Kingsley Hall. Laing blev en nära vän. 
I förbindelse med en miljökonferens i Stockholm 1972 träffade han Pratibha, som han senare gifte sig med i Indien. De bodde en tid i Vaxholm utanför Stockholm och köpte en gammal fraktskuta som de döpte om till «Shanti Devi», Fredens Gudinna (Pratibhas mors namn).
I Oslo träffade Axel Jensen en gammal vän, författaren Olav Angell och blev ordförande för ett omfattande gemensamt projekt, Oslo International Poetry Festival år 1985 och 1986. År 1990 bosatte han sig i Ålefjær utanför Kristiansand. 

### Senare liv
De sista tio åren av livet var Axel Jensen handikappad av sjukdomen ALS, amyotrofisk lateral skleros. Han blev gradvis förlamad, förlorade till slut all motorik och låg den sista tiden i respirator i sitt hem utan att vare sig kunna skriva eller tala. Han förde dessförinnan en hård kamp för rätten att vårdas i sitt hem. Jensen skrev om detta i artikelsamlingen Pasienten i sentrum (Rapport fra Nimbus). Innan den offentliga hälsovården gav honom den hjälp han var i behov av samlades det in privata medel för omsorgen. Hans vänner bidrog avsevärt till fonden.
Axel Jensen engagerade sig starkt i Salman Rushdie-frågan och skrev artiklar, samlade i Den Øredøvende Stillheten), samt essän Gud leser ikke romaner. Med hjälp av bland andra Eric Delanouë utkom boken Guru – glimt fra Gurdjieffs verden. Hustrun Pratibha använde all energi till att vårda sin man ända till slutet. Axel Jensen dog i sitt hem i Ålefjær.

### Romaner
- 1955: Dyretemmerens kors (eget förlag)
- 1957: Ikaros – ung mann i Sahara (ny utgåva illustrerad av Frans Widerberg på JM Stenersens Forlag 1999)
- 1959: Line (filmatiserad 1961 som Strandhugg)
- 1961: Joacim
- 1965: Epp (ny utgåva 2002)
- 1974: Mor India
- 1978: Junior, eller Drömmen om pölsefabrikken som bibliotek
- 1979: Senior
- 1992: Lul
- 1995: Og resten står skrivd i stjernene, illustrerad av Hariton Pushwagner.
- 1998: Jumbo

### Annat
- 1974: Onalila – en liten østvestpoesi
- 1979: Tago, science fiction-collage, teckningar av Per Ekholm
- 1993: Jan Christian Mollestad: Trollmannen i Ålefjær (Axel Jensen om Axel Jensen)
- 1994: Det kollektive eventyr, «en bok om Norge, Europa och EU», redaktör (Aschehoug)
- 1994: Gud leser ikke romaner (En vandring i Salman Rushdies verden)
- 1995: Doktor Fantastisk, tecknad serie, tecknad av Tore Bernitz Pedersen
- 1997: Den øredøvende stillheten, artiklar
- 1998: Pasienten i sentrum (Rapport fra Nimbus) och Pasienten i periferien, artiklar
- 1998: En mann for sin hatt: Alfred Jarry (1873–1907), illustrerad av Per och Gisela Ekholm. Förlaget Geelmuyden Kiese
- 2002: Livet sett fra Nimbus, självbiografi i samarbete med Petter Mejlænder (Spartacus Forlag)
- 2002: Guru – glimt fra Gurdjieffs verden, i samarbete med Eric Delanouë
- 2019: Axel; fra smokken til Ovnen; storyen om Axel Jensen [2], biografi av Torgrim Eggen. Förlaget Cappelen Damm.